# Цитадела на Карим хан
Цитаделата на Карим хан е сред най-важните исторически паметници на град Шираз.
Карим хан е бил владетел на Иран в периода 1750 – 1779 г.
Цитаделата на Карим хан Занд е разположена в центъра на град Шираз. Построена е като част от комплекс по времето на династия Занд и е кръстена на Карим хан, като е служила за негово жилище.
Сградата прилича на солидна крепост, изцяло изградена от тухли и е била с военни и жилищни функции. По форма прилича на средновековна крепост. Издигането на цитаделата на Карим хан ни връща към втората половина на 18 век, когато Карим хан Занд е управлявал Иран от Шираз, неговата столица. Владетелят поканил най-добрите архитекти и художници по онова време и купил най-добрите материали от други градове и чужбина за построяването на крепостта, която бързо е издигната.
По времето на династията Занд е използвана от царя като място за живеене, а през Каджарския период е използвана като седалище на коменданта на крепостта. Цитаделата се състои от четири високи стени, свързани от 14-метрови тухлени кули.
Над входната порта има голяма мозайка, изобразяваща сцена от борбата на Ростам срещу демон. Ростам е главният герой в Шахнаме, епичната стихосбирка на Фирдоуси, най-известният ирански поет от 10 и 11 век. След като преминете вестибюла, коридор ще ви отведе до голям двор с интересна портокалова градина. Градината в големия двор, заема около 80% от площта ѝ. Останалата част от двора е покрита с мраморен камък от времето на строителството ѝ. Път от центъра на градината води до средата на всяка от страните ѝ срещу портала, водещи до някои от стаите на сградата. Докато влизате в двора, от вестибюла, на противоположната му страна, под голям „ловец на вятър“, има портал, който може да се види веднага.
Вътре, в красиво декорираните стаи на тази част, има атрактивни восъчни статуи, възстановяващи обстановката в двора на Карим хан, където той се е срещал с официални лица и е управлявал териториите си под негово господство. Фреските върху стените и таваните са примери за изкуството от този период.
След падането на династия Каджар, тя е превърната в затвор и рисунките по стените ѝ са измазани. От 1971 г. е собственост на Организацията за културно наследство на Иран, а през 1977 г. започва реставрацията на замъка.